# Coleophora carelica
Coleophora carelica é uma espécie de mariposa do gênero Coleophora pertencente à família Coleophoridae.